# 国道23号

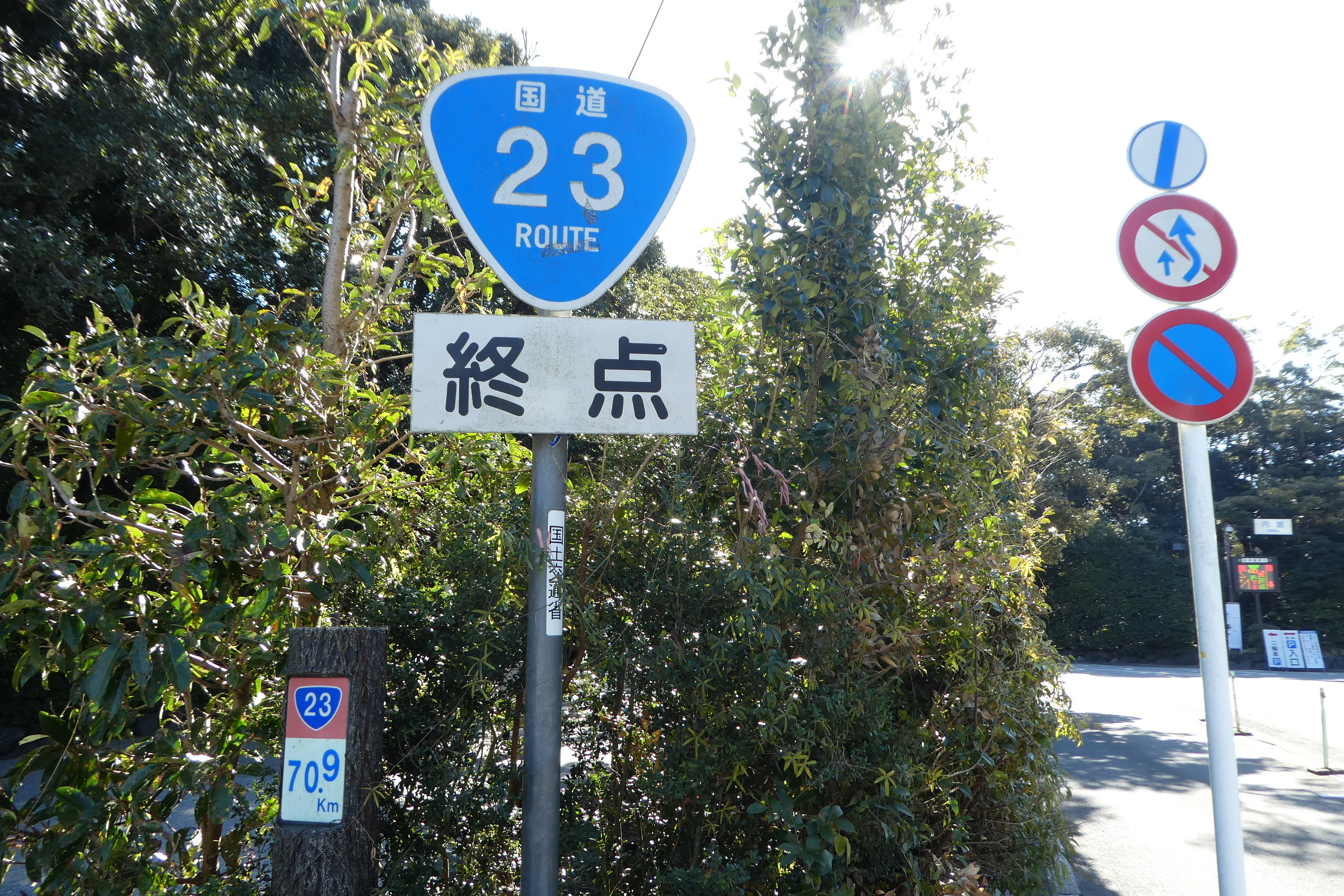
国道23号終点
三重県伊勢市 伊勢神宮内宮前

国道23号（こくどう23ごう）は、愛知県豊橋市から名古屋市を経由して、三重県伊勢市に至る一般国道である。

## 概要
起点の豊橋市から、愛知県の西三河地区や尾張地区の西側を通行し、その後、名古屋港や伊勢湾に沿うような経路を取り、中京工業地帯の代表的な工業都市である三重県四日市市、三重県の県庁所在地である津市などを経て、終点の伊勢市に所在する伊勢神宮とを結ぶ路線である。三重県では主要都市をほぼ網羅する形で結んでいるため、県内の大動脈の役割を果たす。
起点から四日市市にかけては、国道1号に並行しており、そのバイパスの役目を果たす。このうち、愛知県豊明市以西の区間（名四国道）については並行する国道1号が名古屋・桑名・四日市の各市街地以外は2車線区間（片側1車線）が多く混雑が激しいため、事実上のメインルートとして機能している。一方で豊明市以東は国道1号が全線4車線なのに対し国道23号（名豊道路）暫定2車線区間が多いため、バイパスとしての機能は不十分である。

### 路線データ
一般国道の路線を指定する政令に基づく起終点および重要な経過地は次のとおり。
- 起点：豊橋市東細谷町（豊橋東IC付近 = 国道1号・潮見バイパス終点、豊橋東バイパス起点）
- 終点：伊勢市（伊勢神宮内宮前）
- 重要な経過地：蒲郡市、愛知県額田郡幸田町、西尾市（江原町）、安城市（城ケ入町）、刈谷市、知立市、豊明市、名古屋市（港区）、同県海部郡飛島村、桑名市（和泉）、四日市市（中里町）、鈴鹿市（北玉垣町）、津市、三重県一志郡三雲町[注釈 2]、松阪市
- 総延長：244.8 km（愛知県 104.6 km、名古屋市 17.8 km、三重県 122.4 km）[4][注釈 3]
- 重用延長：なし[4][注釈 3]
- 未供用延長：なし[4][注釈 3]
- 実延長：244.8 km（愛知県 104.6 km、名古屋市 17.8 km、三重県 122.4 km）[4][注釈 3]
  - 現道：213.9 km（愛知県 104.6 km、名古屋市 17.8 km、三重県 91.5 km）[4][注釈 3]
  - 旧道：なし[4][注釈 3]
  - 新道：30.9 km（愛知県 - km、名古屋市 - km、三重県 30.9 km）[4][注釈 3]
- 指定区間：全線[5]

## 歴史
国道23号の四日市 - 伊勢間は、東海道から日永の追分（現・三重県四日市市追分）で分岐して伊勢神宮へ向かう街道（伊勢街道、参宮街道）として、江戸時代から賑わってきた道を継承するものである。その歴史は古く、皇室ゆかりの伊勢神宮へ続く信仰の道でもある。平安時代までは、伊勢神宮に参るのは皇族のみとされてきたが、徐々に伊勢神宮信仰は広がりを見せ、室町時代には一般庶民も参詣するようになった。15世紀ごろには、桑名から日永の18 kmほどの間に関所が60か所も設けられ、通行料を徴収していたという。江戸時代中期になると、庶民の間でお伊勢参りがブームとなり、伊勢街道沿線は経済的にも潤い、各地から情報や物資が集まる一大拠点にもなっていた。
明治時代に入るとお伊勢参りのブームは沈静化するが、代わって伊勢神宮は国家神道の聖地に祭り上げられることとなり、1885年（明治18年）内務省告示第6号「國道表」により、国道9号「東京より伊勢宗廟に達する路線」として指定された。さらに国家主義・軍国主義が強まった大正時代には、1920年（大正9年）施行の旧道路法に基づく路線認定で、国道1号「東京市より神宮に達する路線」となり、名実ともに日本を代表する幹線道路となった。
昭和時代に勃発した太平洋戦争が1945年（昭和20年）に終戦を迎えると、これまでの大正国道は廃止され、国道1号は東京 - 大阪間の東海道に譲ることになる。これまで大正国道1号だった道路は、本来の伊勢街道だった区間が切り離されて分離独立し、1952年（昭和27年）12月4日の新道路法に基づく路線指定で、「一級国道23号」（三重県四日市市 - 三重県宇治山田市（現・伊勢市））として指定される。
1965年（昭和40年）4月1日に、道路法改正によって一級・二級の別がなくなり、すべての路線が一般国道に統合されることになったため「一般国道23号」となった。
愛知県豊橋市 - 三重県四日市市間は、昭和30年代から始まった交通渋滞緩和のために国道1号のバイパスとして名豊道路（豊橋 - 豊明間）、名四国道（名四バイパス、豊明 - 四日市間）、鈴鹿バイパス（四日市 - 鈴鹿間）が相次いで建設されたもので、当初は国道1号とされた。結局この区間は、1975年（昭和50年）4月1日に一般国道1号バイパスの豊橋市 - 豊明市間を一般国道23号として整備することとなり、豊橋市 - 幸田町の国道247号、国道248号、額田郡幸田町 - 西尾市 - 知立市の主要地方道、豊明市 - 四日市市間の名四国道を国道23号に編入し、国道23号は愛知県豊橋市 - 三重県伊勢市となった。その名残として四日市付近の国道23号には、国道15号など経由東京からの距離を示すキロポストが立っている。
名豊道路は1972年（昭和47年）の事業化から半世紀の時を経て2025年（令和7年）3月8日に暫定2車線区間を含むものの全線開通した。これに伴い、同年4月1日にかつての起点であった豊橋市西八町交差点から幸田須美ICまでの、名豊道路に並行していた現道は、国道23号の指定を外れ、重複していた国道247号・国道248号の単独区間や、新たに認定された愛知県道528号豊橋幸田線となった。

## 路線状況

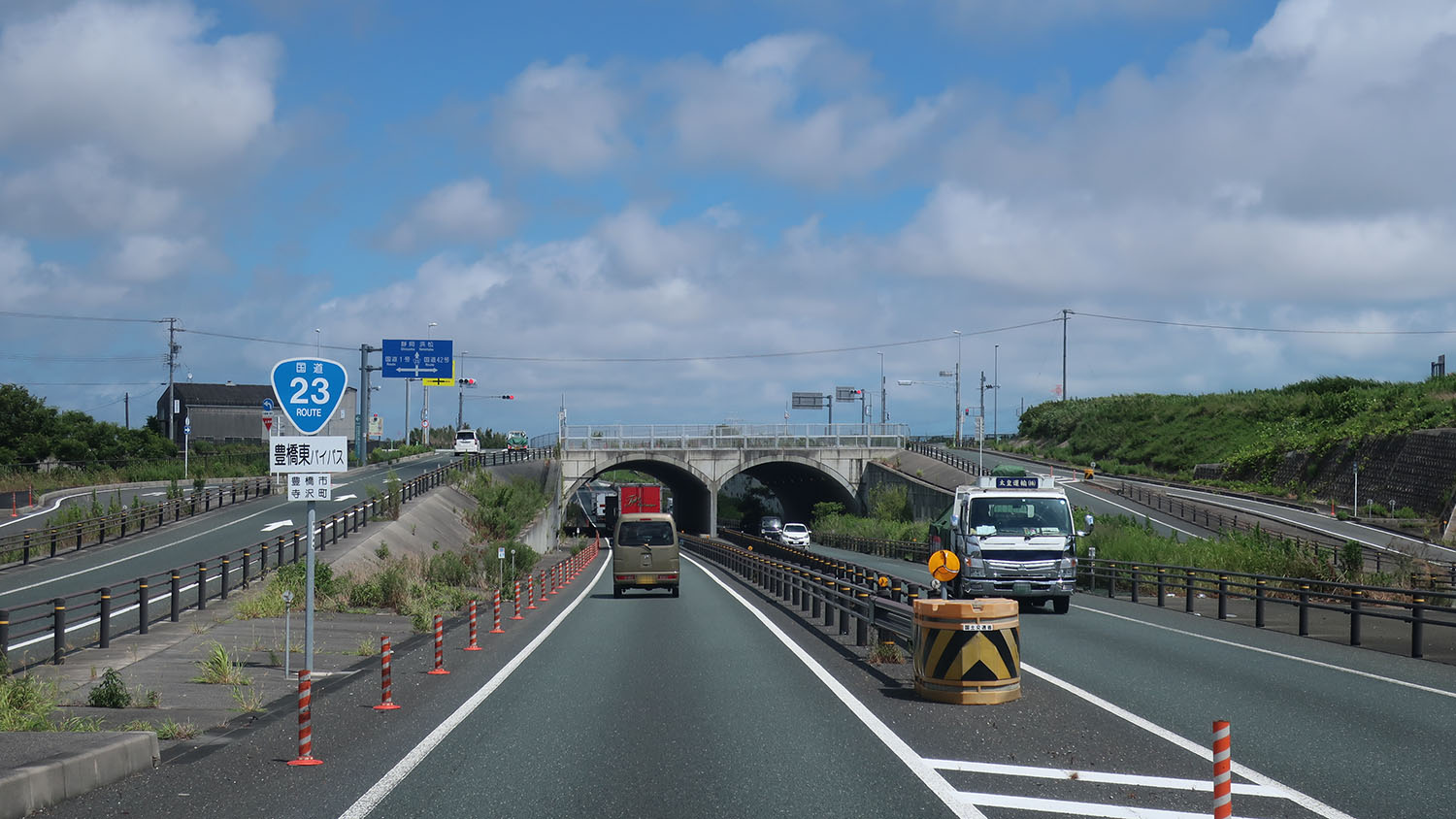
豊橋東バイパス
愛知県豊橋市寺沢町

国道23号は、豊橋市・豊田市・名古屋市・四日市市など伊勢湾岸を周回し、中京工業地帯を結ぶ陸上交通路の大動脈として機能を担っている。また、伊勢湾岸地域の高速自動車国道を除いた国道の中でもっとも交通量のある道路で、産業道路としての役割を果たしている。名四国道（名四バイパス）は、高速道路に劣らない規格で作られた2 - 6 車線の道路で、昼夜を問わずトラックなどの大型車が多く通行しており、スピードを飛ばしている車が多い。四日市 - 伊勢神宮間は、伊勢街道部分の旧道に代わって中勢バイパスが並走しており、整備が進められている。
距離標（キロポスト）は、豊橋東バイパスと豊橋バイパスは豊橋市細谷町（豊橋東IC）から、岡崎バイパスと知立バイパス、名四国道は東京都中央区日本橋から（国道15号など経由）、四日市から伊勢（終点）までは四日市市塩浜・大里町交差点（国道25号起点）からがそれぞれ起点となっており、大里町交差点をオーバーパスする地点でキロポストは「0 km」にリセットされ伊勢神宮内宮前の「70.9 km」まで続く。これはこの地点を起点としていたころの名残である。
一般国道は、道路法の規定により起点と終点がほかの国道や港湾・空港に接続して交通網を形成することが普通であるが、国道23号では、終点が他の国道とはつながらず伊勢神宮内宮の前で終わるため、全国に459 種類ある一般国道の中でも非常に珍しい路線となっている。これは道路法第5条の4で、「国際観光上重要な地」と幹線国道を結ぶ道路が国道になりうると規定されているので、国道23号もこの条項に該当するものと解釈されている。
毎年11月に行われる全日本大学駅伝対校選手権大会（熱田神宮西門 - 伊勢神宮内宮前／8 区間・106.8 km）はコースのほとんど、実に70 kmを使っており、季節の風物詩になっている。

### 通称
- 名豊道路（豊橋東バイパス、豊橋バイパス、蒲郡バイパス、岡崎バイパス、知立バイパス）
- 名四国道（名四バイパス）
- 伊勢街道（伊勢参宮街道）
- 参宮街道（伊勢参宮街道）
- 中町通り（津市）
- 御幸道路（伊勢市）

### バイパス

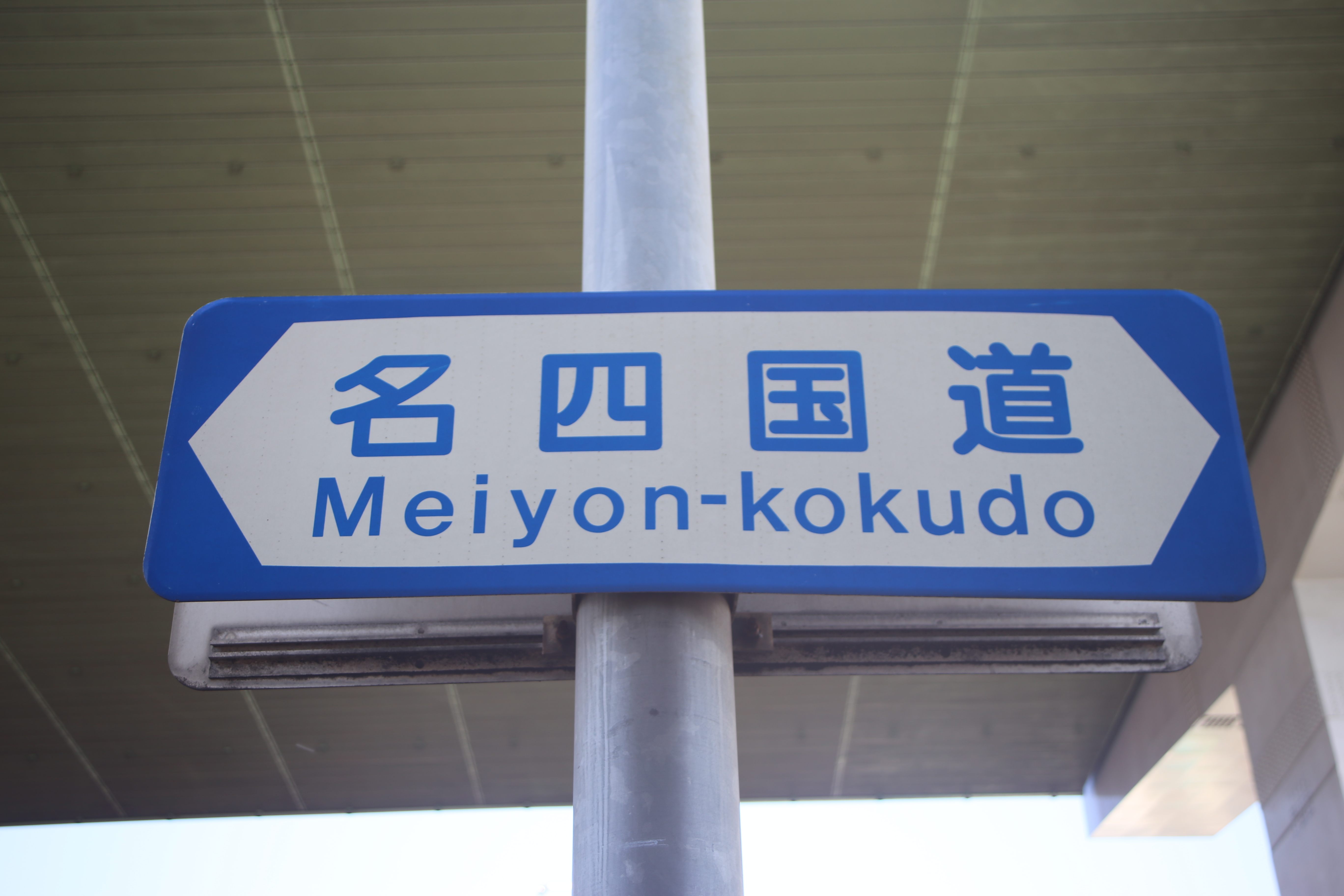
名四バイパス（名四国道）の道路の通称名の標識
愛知県名古屋市内

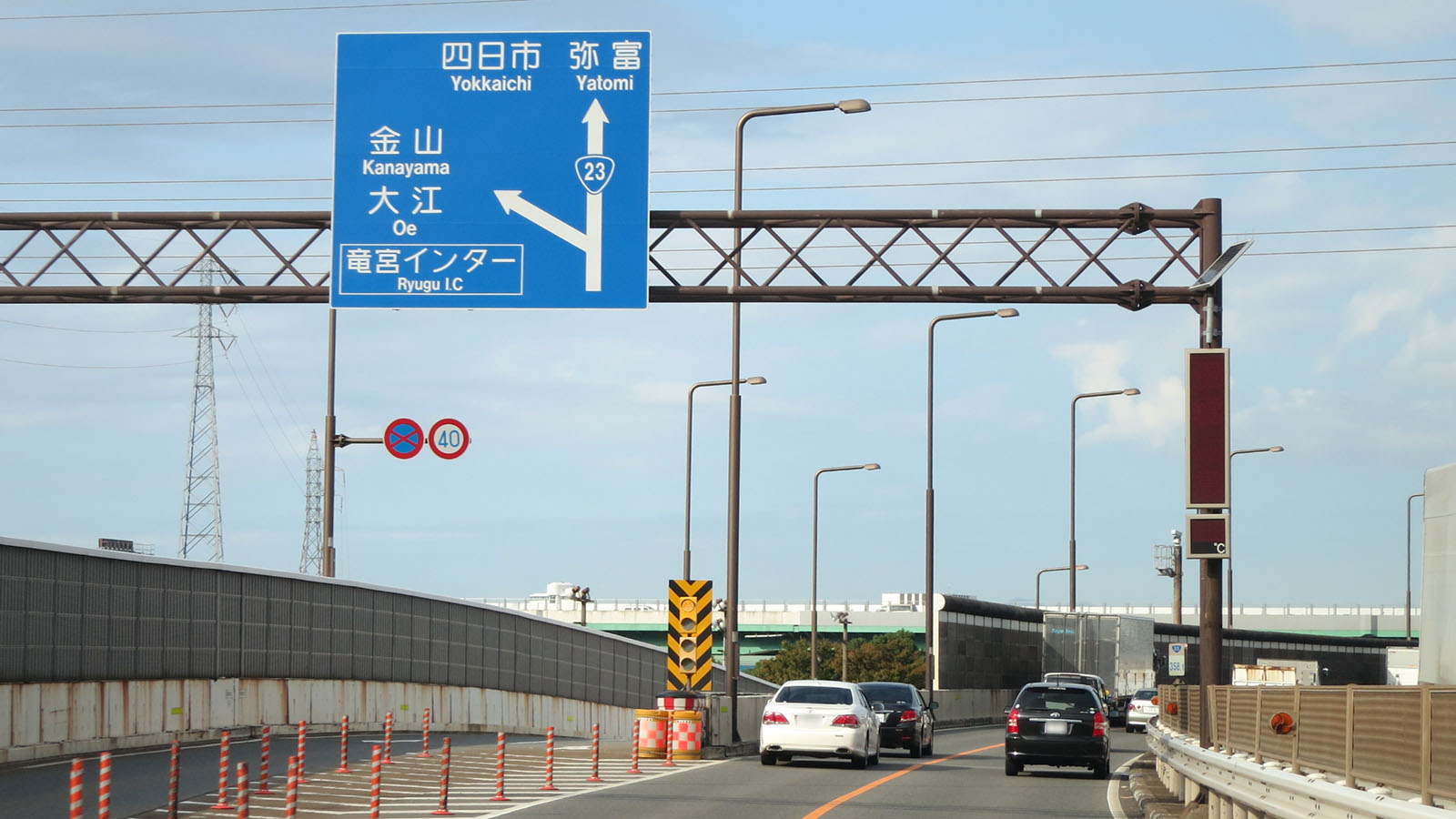
名四バイパス（竜宮IC付近）
愛知県名古屋市南区七条町

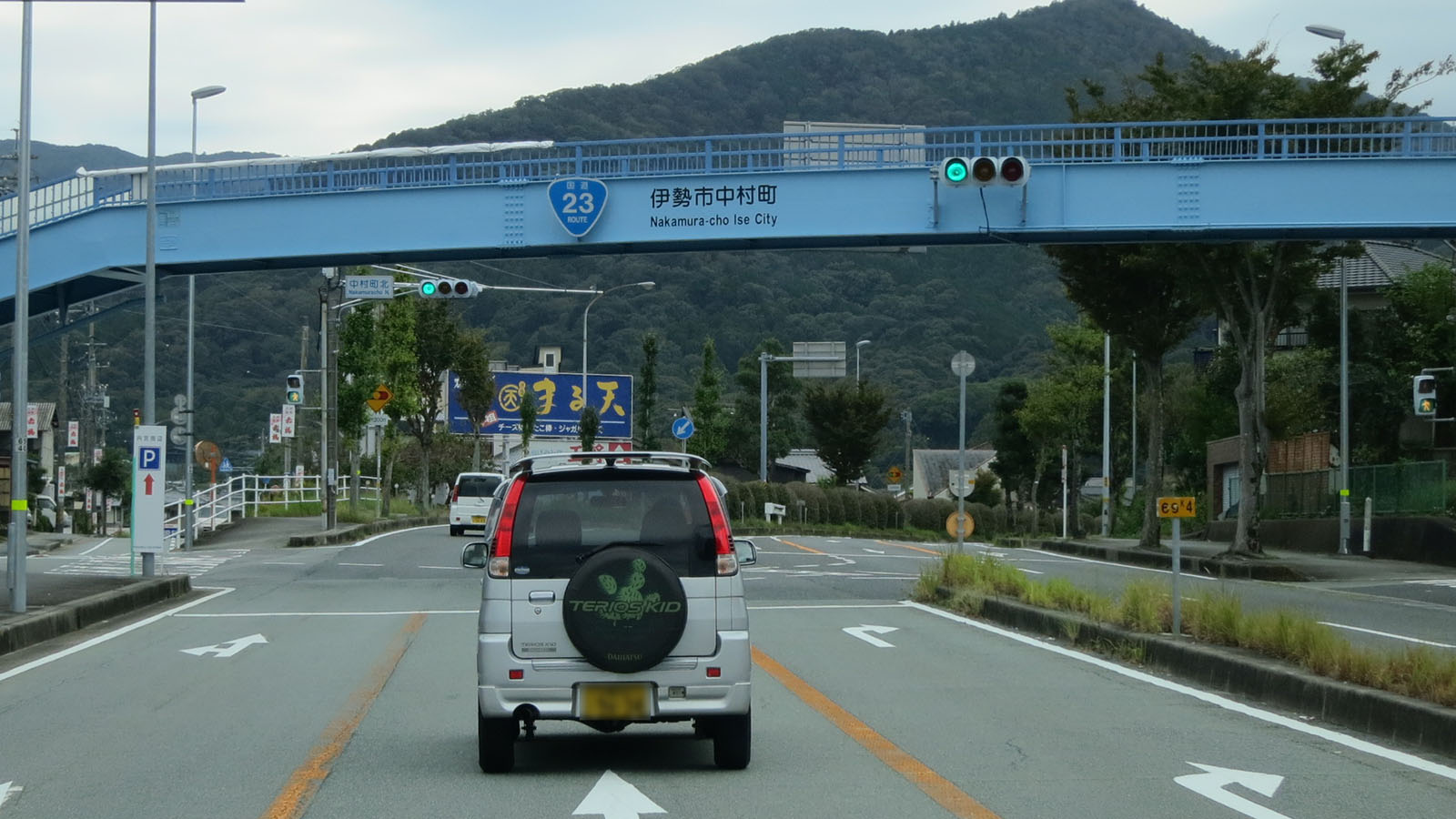
南勢バイパス
三重県伊勢市中村町

- 名豊道路（地域高規格道路名豊道路（豊明IC - 前芝IC）・豊橋浜松道路（前芝IC -豊橋東IC））
  - 豊橋東バイパス（愛知県）
  - 豊橋バイパス（愛知県）
  - 蒲郡バイパス（愛知県）
  - 岡崎バイパス（愛知県）
  - 知立バイパス（愛知県）
- 名四バイパス（名四国道、愛知県、三重県）
- 鈴鹿四日市道路（三重県）（事業中[17]）
- 中勢バイパス（三重県）
- 南勢バイパス（三重県）

### 重複区間
- 国道42号（三重県松阪市・西黒部町1交差点 - 伊勢市・通町IC交差点）

### 道路施設

#### 橋梁
- 木曽川大橋
- 揖斐長良大橋
- 豊川橋
- 雲出大橋
- 鈴鹿大橋
- 塔世橋
- 岩田橋

#### トンネル
いずれも蒲郡バイパスに所在。
- 豊沢トンネル（愛知県豊川市）
- 国坂トンネル（蒲郡市）
- 五井トンネル（蒲郡市）
- 坂本トンネル（蒲郡市）
- 神ノ郷トンネル（蒲郡市）
- 坂野トンネル（蒲郡市 - 額田郡幸田町）

#### 道の駅
- 愛知県
  - とよはし（豊橋市）
  - 筆柿の里・幸田（額田郡幸田町）
  - にしお岡ノ山（西尾市）
  - デンパーク安城（安城市）
- 三重県
  - 津かわげ（津市）

## 地理

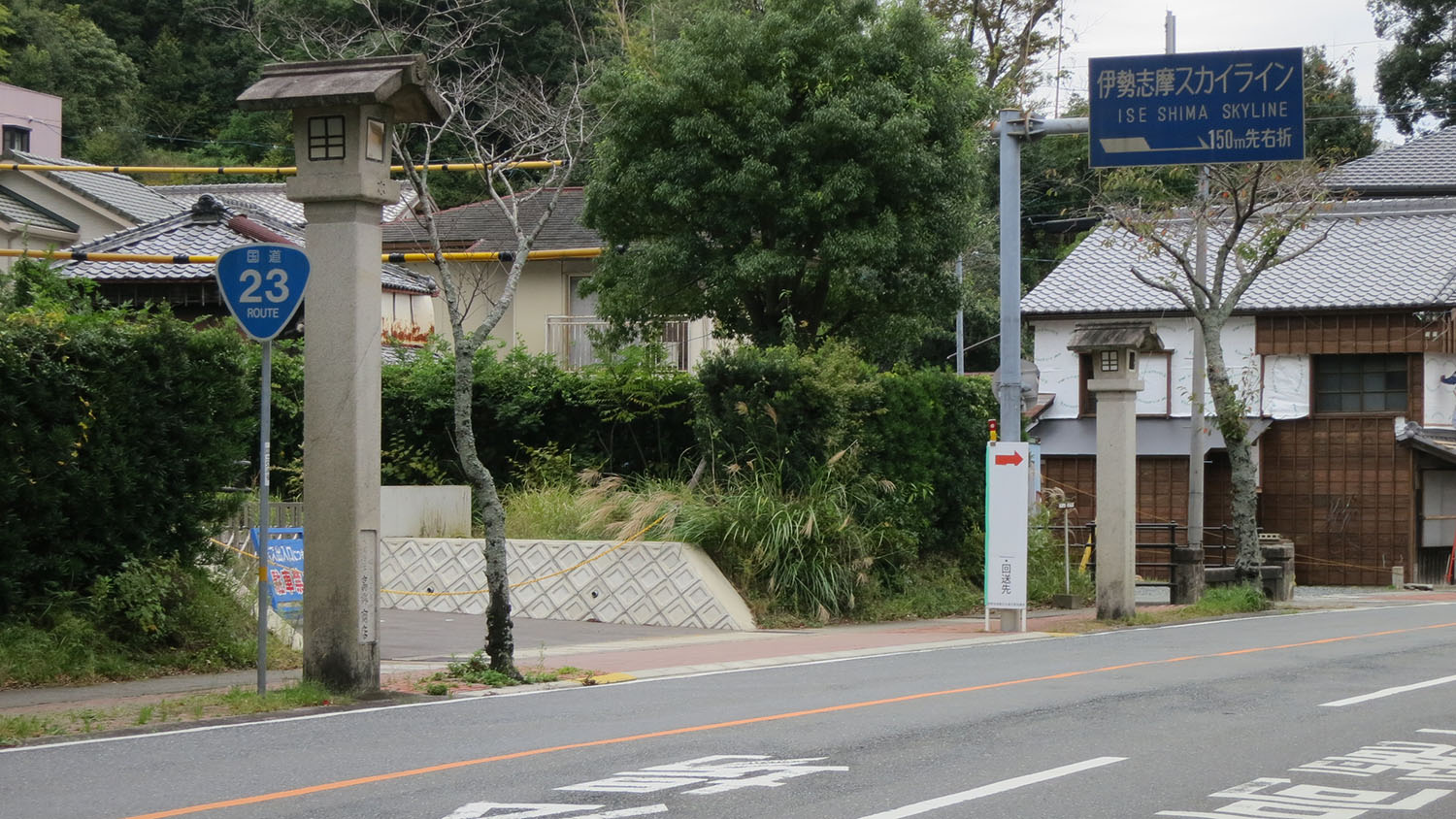
終点、伊勢神宮内宮付近
三重県伊勢市宇治浦田

### 通過する自治体
- 愛知県
  - 豊橋市 - 豊川市 - 蒲郡市 - 額田郡幸田町 - 西尾市 - 安城市 - 刈谷市 - 知立市 - 刈谷市 - 豊明市 -大府市 - 名古屋市（緑区） - 大府市 - 名古屋市（緑区 - 南区 - 港区） - 海部郡飛島村 - 弥富市
- 三重県
  - 桑名郡木曽岬町 - 桑名市 - 三重郡川越町 - 四日市市 - 鈴鹿市 - 津市 - 松阪市 - 多気郡明和町 - 伊勢市

### 交差する道路
バイパスのうち、豊橋市内の豊橋東バイパス・豊橋バイパスを除く。それぞれの接続路線については各記事を参照。
愛知県
- 国道419号 衣浦豊田道路（知立市・西中IC）
- 国道419号（知立市・上重原1丁目交差点）
- 国道155号（知立市・上重原交差点）
- 伊勢湾岸自動車道・国道1号 豊明IC（豊明市）
- 国道366号（名古屋市緑区・有松IC）
- 国道302号（名古屋環状2号線）・伊勢湾岸自動車道 名古屋南IC（名古屋市緑区）
- 名古屋高速道路3号大高線 大高出入口・知多半島道路 大高IC（名古屋市緑区）
- 国道154号（名古屋市港区・港陽IC）
- 国道302号（名古屋環状2号線）（海部郡飛島村) (梅之郷交差点）名古屋第二環状自動車道飛島北IC

三重県
- 国道258号（桑名市・和泉IC）
- 国道1号北勢バイパス（三重郡川越町・南福崎交差点）
- 伊勢湾岸自動車道 みえ川越IC（三重郡川越町）
- 国道164号（四日市市・浜町交差点）（国道164号重複：国道477号（起点、国道1号方面へ重複））
- 国道25号（四日市市・大里町交差点）
- 国道306号（津市・中瀬交差点）
- 国道163号（津市・岩田橋北交差点）
- 国道165号（津市・雲出本郷町交差点）
- 国道166号（松阪市・小津町交差点）
- 国道42号（松阪市・西黒部町1交差点 -（重複）- 伊勢市・通町IC交差点）
- 国道42号松阪多気バイパス（松阪市・西黒部町1丁目交差点）
- 国道167号（鳥羽市方面へ国道42号と重複）（伊勢市・通町交差点）
- 伊勢自動車道 伊勢IC（伊勢市）

## ギャラリー

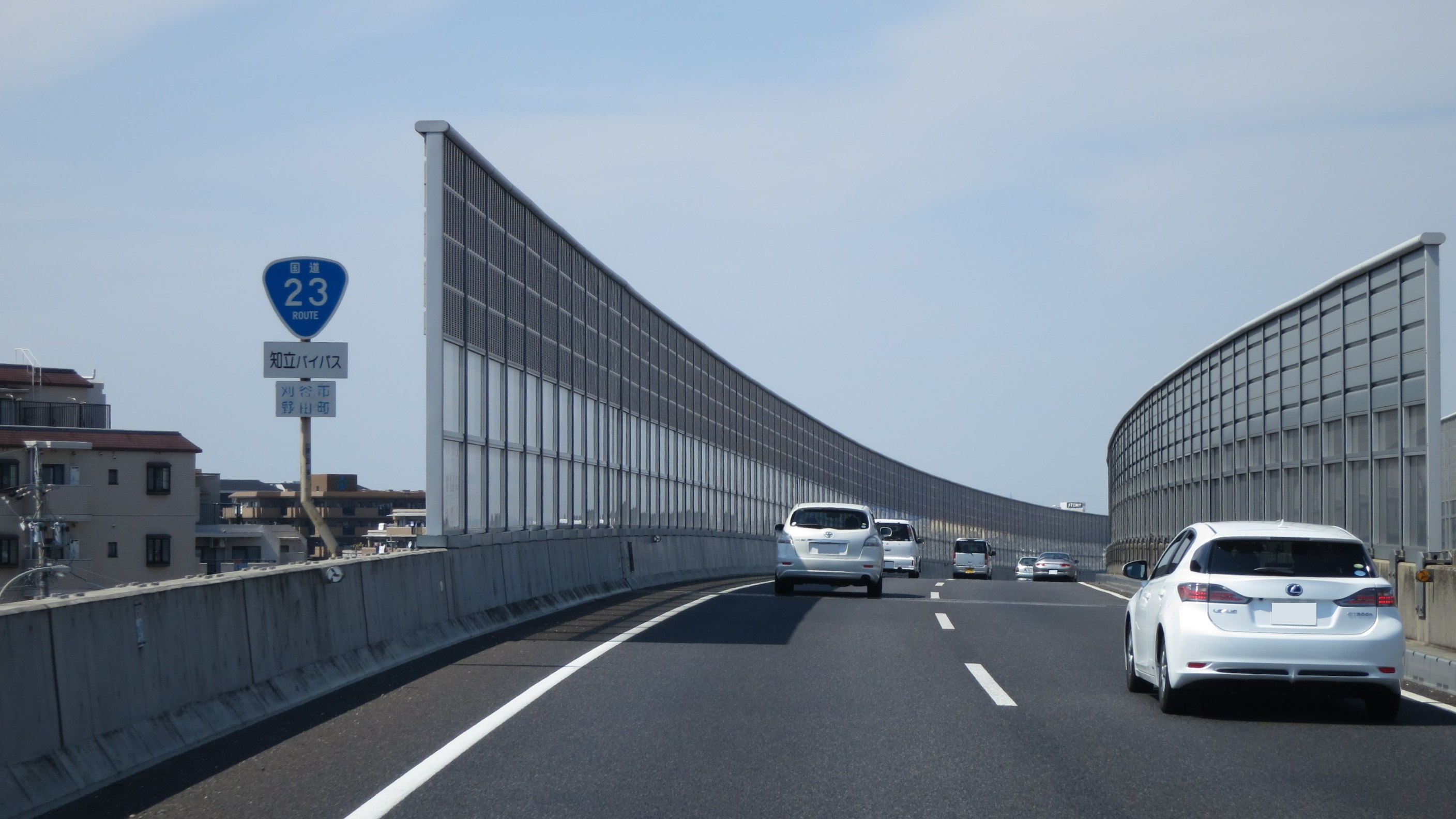
知立バイパス 愛知県刈谷市野田町
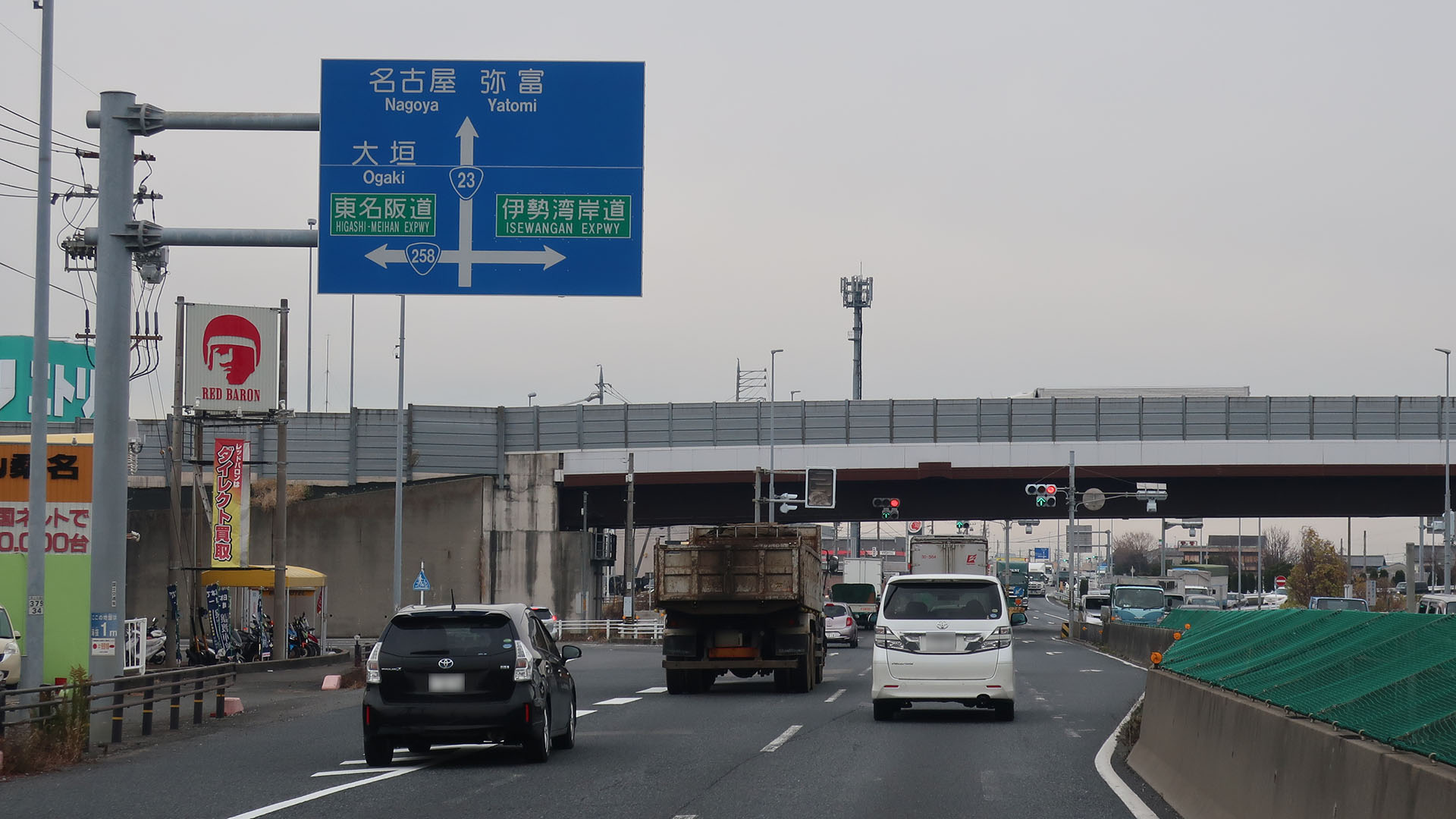
国道258号との分岐 三重県桑名市和泉
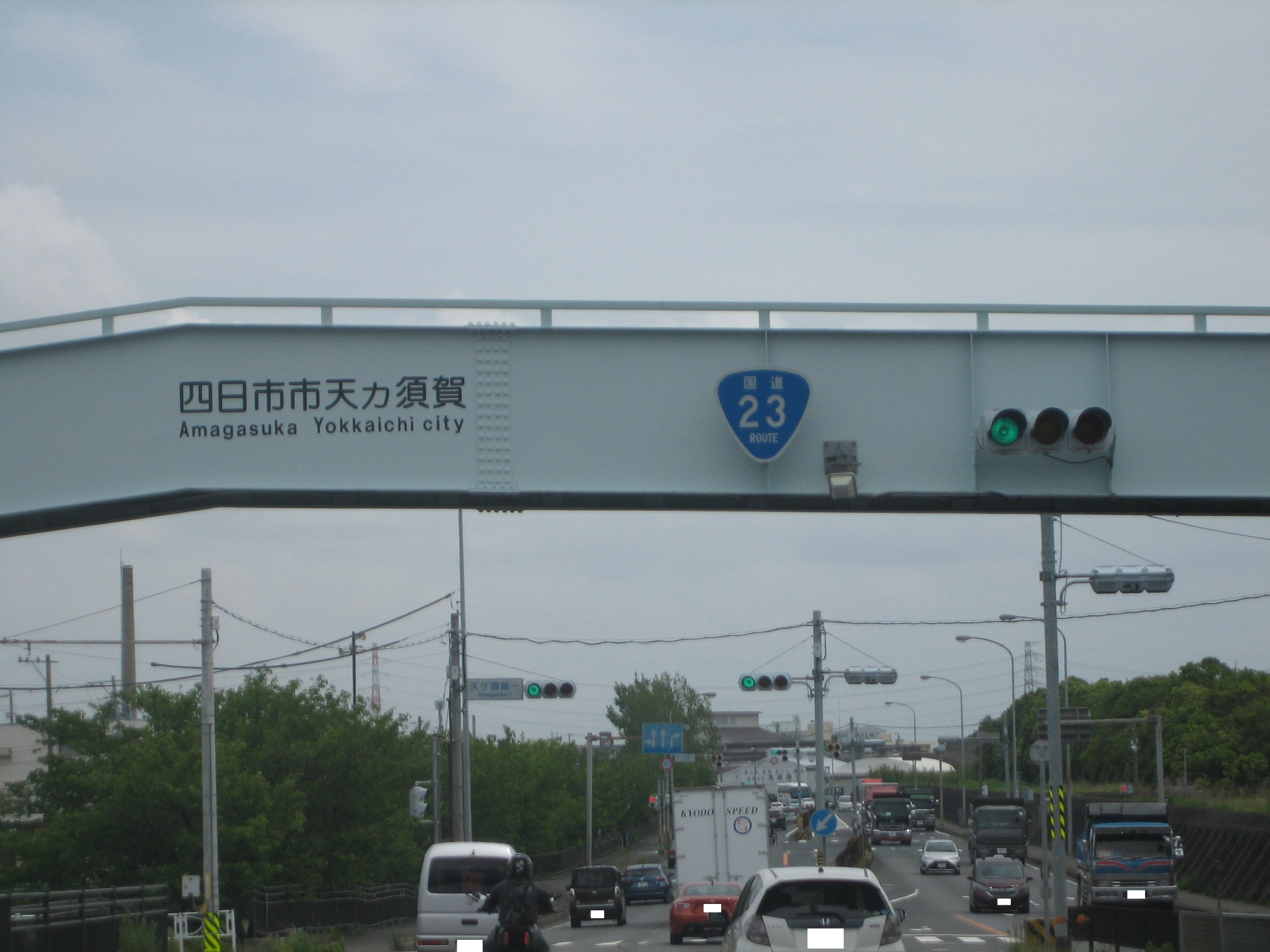
三重県四日市市天カ須賀
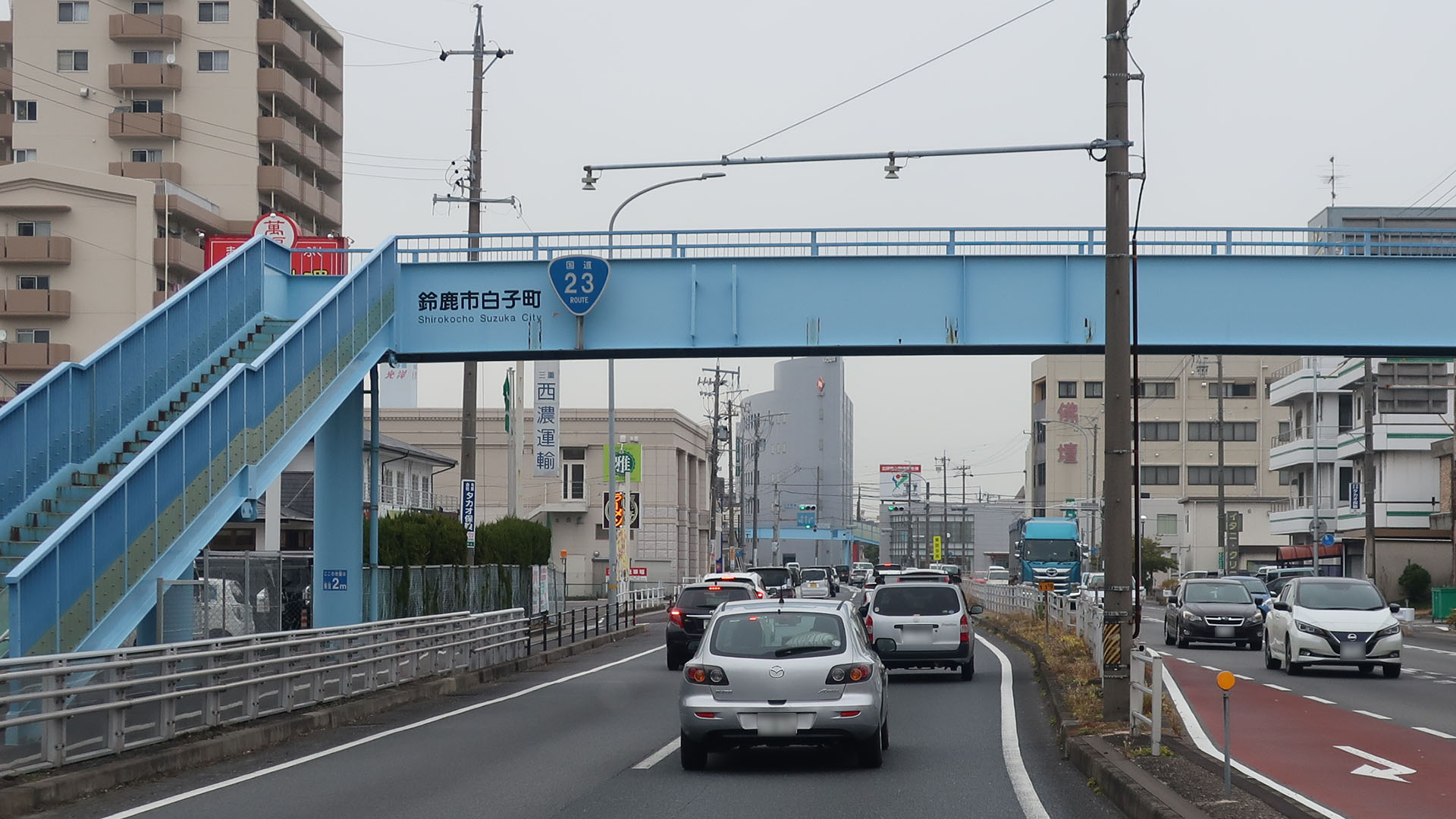
三重県鈴鹿市白子4丁目
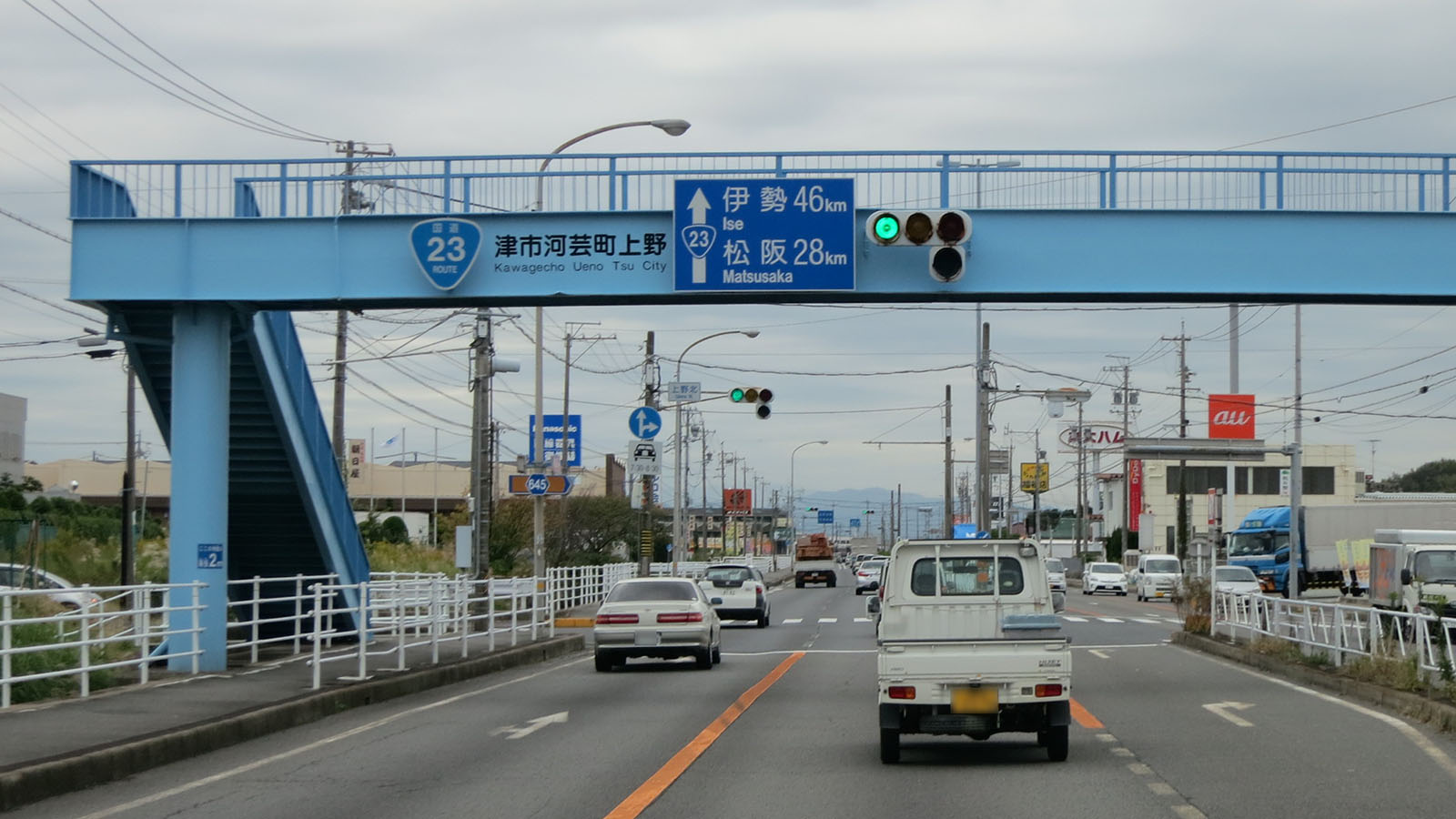
三重県津市河芸町上野
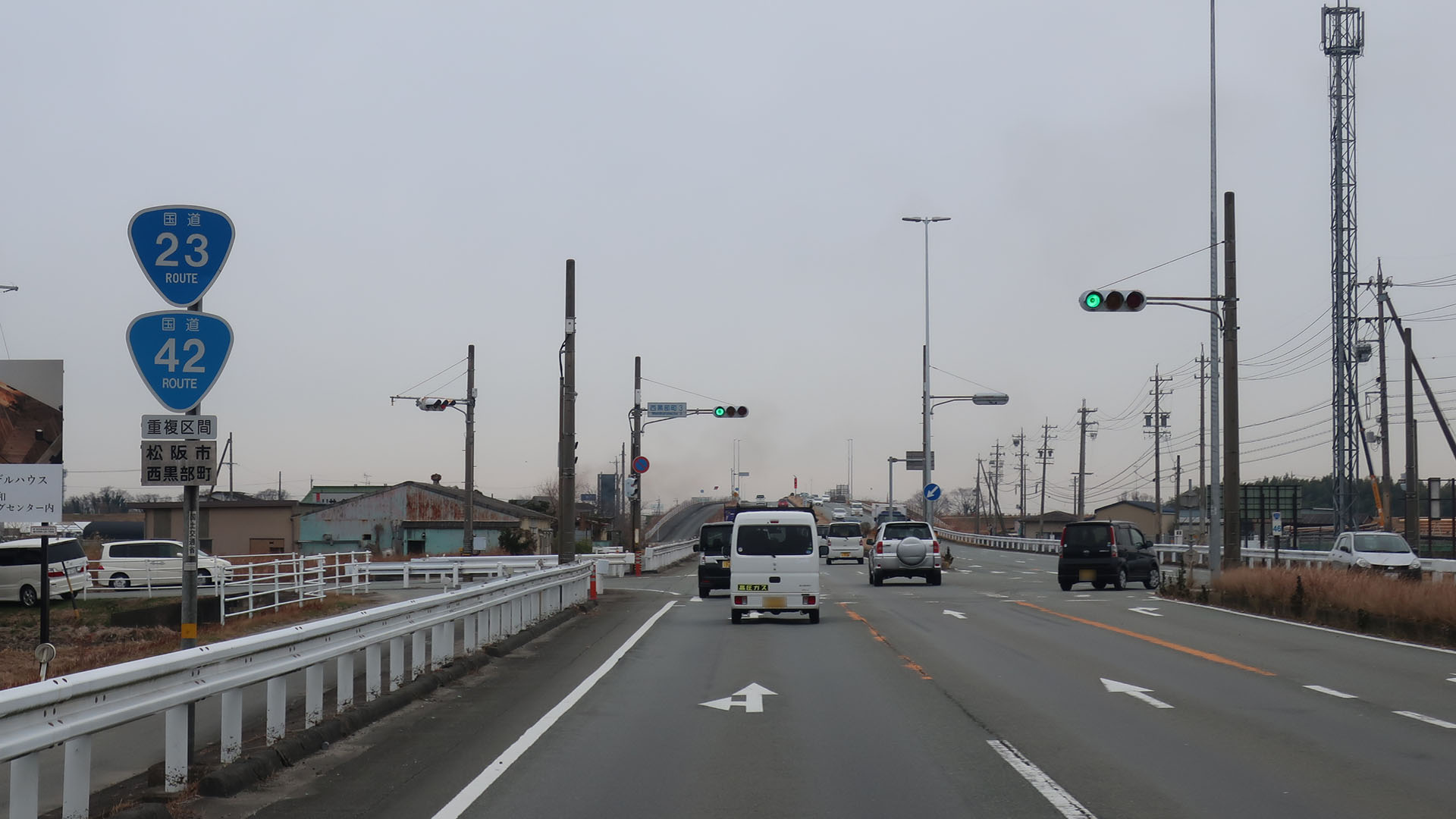
南勢バイパス 国道42号との重複 三重県松阪市西黒部町